# Balebreviceps hillmani
Balebreviceps hillmani es una especie de anfibio anuro de la familia Brevicipitidae y única representante del género Balebreviceps.

## Distribución geográfica y hábitat
Es endémica del parque nacional del Monte Bale (Etiopía). Su rango altitudinal oscila alrededor de 3200 m s. n. m..

## Estado de conservación
Se encuentra amenazada de extinción por la pérdida de su hábitat natural.